# 躲貓貓 (電視劇)
《躲貓貓》為2013年緯來電視網與遊戲有限公司自製的驚悚靈異，是繼殺青以自殺者為題材的關懷社會劇集的《雙全》，開拍關於校園欺凌事件。2012年9月28日開鏡。由太保、黃鐙輝、徐亨、賴琳恩、小蠻主演。2013年7月28日於緯來電影台首播。

## 播出時間

### 首播
| 頻道       | 所在地 | 開播日期      | 播放時間 | 備註   |
| ---------- | ------ | ------------- | -------- | ------ |
| 緯來電影台 | 臺灣   | 2013年7月28日 | 21:00    | 刪減版 |
| 緯來電影台 | 臺灣   | 2013年8月4日  | 23:20    | 完整版 |

### 重播
| 頻道       | 所在地 | 開播日期      | 播放時間 | 備註   |
| ---------- | ------ | ------------- | -------- | ------ |
| 緯來電影台 | 臺灣   | 2013年8月22日 | 23:20    | 完整版 |

## 故事大綱
一只塵封13年的舊皮箱出現，掀起13年前的欺凌與謀殺案件。
13年前小蓮參加躲貓貓的遊戲，在育幼院院長的女兒、謝雪（賴琳恩 飾）脅迫下，躲進旅行箱中，最後悶死在旅行箱中。謝雪擔心被人發現，夥同當時一起玩躲貓貓的院童，將小蓮棄屍掩埋。
刑警鄧國治（黃鐙輝 飾），負責偵辦本案。國治有嚴重的睡眠障礙，同事倫哥（徐亨 飾）介紹心理醫生、謝雪給國治。謝雪發現國治正在調查箱屍案，為了脫罪，謝雪夥同阿比，殺害育幼院的校工張永（太保 飾），嫁禍張永是殺害小蓮的戀童兇手。
國治不相信張永是殺人兇手，在調查的過程中，發現當年的院童小P、阿比（楊鎮 飾）、凱麗（小蠻 飾）涉有重嫌，但小P、阿比、凱麗卻紛紛死於意外！
國治追查之後發現，害死三人的兇手，竟然就是小蓮！
13年前，小蓮被欺凌致死。13年後，小蓮屍骨重見天日，中斷13年的躲貓貓，又重新開始。這次、換小蓮當鬼....

## 演員列表

### 主要演員
| 演員   | 角色           | 介紹 |
| 賴琳恩 | 謝 雪（小雪）  | 慈愛育幼院院長的女兒。女同志。 凱麗的朋友。女同志。心理醫生。當時與小蓮告白，但小蓮不接受，開始了欺凌事件...是整件欺凌事件的領導者。暗戀小蓮和凱麗。是當年害死小蓮的其中一人。          |
| 黃鐙輝 | 鄧國治         | 刑警。 有嚴重的睡眠障礙。因半年前看見老婆有外遇，所以用電線掐死自己的老婆，然後再掐死老婆和外遇對象生的小孩，所以才會有嚴重的睡眠障礙。                                                 |
| 謝亞睛 | 吳馨蓮（小蓮） | 慈愛育幼園的院童，兇手。 謝雪脅迫下，躲進旅行箱中，最後悶死在旅行箱中。害死小P、阿比、凱麗的兇手。因曾經被阿比一群人所害，13年後決定報復。                                              |
| 太保   | 張 勇（張叔）  | 慈愛育幼園的校工。 謝雪發現國治正在調查箱屍案，為了脫罪，謝雪夥同阿比，嫁禍張勇是殺害小蓮的戀童兇手。最後被謝雪把毒倒在酒杯裡，最後死亡。                                               |
| 徐亨   | 葉添倫（倫哥） | 刑警。 介紹心理醫生、謝雪給國治。國治的前輩。在外欠債很多。利用國治的把柄向他借50萬，然而在拿到錢同時被國治槍殺身亡。                                                                   |
| 劉國劭 | 涂宏明（小P）    | 慈愛育幼園的院童。 謝雪的朋友。涉有重嫌。最後被小蓮害死，成為第1個受害人。本來是被小蓮掐死，但法醫卻說是心肌梗塞而死亡。是當年害死小蓮的其中一人。                                      |
| 楊鎮   | 李維新（阿比） | 慈愛育幼園的院童。 謝雪的夥伴。因小p的死，涉有重嫌，但最後以証實是小蓮。最後被小蓮害死，成為第2個受害人。暗戀凱莉。因看見謝雪與凱麗親吻，因此對謝雪懷恨在心。是當年害死小蓮的其中一人。 |
| 小蠻   | 王凱麗（凱麗） | 慈愛育幼園的院童。女同志。 謝雪的夥伴。涉有重嫌。是當年害死小蓮的其中一人。暗戀謝雪，所以和謝雪欺負小蓮。因為被小蓮的靈異現象嚇到，所以得了憂鬱症，最後被小蓮害死，成為第3個受害人。    |
| 程潔莉 | 美 倫          | 國治妻。 半年前因為外遇而被國治用電線掐死。經常會出現在國治眼前。 |

### 客串演出
| 演員   | 角色 | 介紹   |
| 任思齊 |      | 刑警。 |

## 製作團隊
- 出品公司:緯來電視網股份有限公司
- 出品人:王郡、王克捷、鄭資益
- 監  製:辛建忠
- 製作人:胡寧玲、胡寧遠
- 總編劇:胡寧遠
- 企 劃：徐慕樺
- 導　演：胡寧遠(胡寧遠是偶像劇:小資女孩向前衝 製作人兼編劇)
- 製作公司：遊戲有限公司

## 外部連結
- 緯來電視網【躲貓貓】9/28開鏡

## 作品的變遷
| 緯來電影台 關懷人生劇展 21:00-22:00 | 緯來電影台 關懷人生劇展 21:00-22:00 | 緯來電影台 關懷人生劇展 21:00-22:00 |
| ----------------------------------- | ----------------------------------- | ----------------------------------- |
|                                     | 躲貓貓(電視劇) (2013年7月28日)      |                                     |
| 我的明星爸爸 (2013年5月26日)        | 黑道上錯身 (2013年8月18日)          |                                     |